# اوولاویا
اوولاویا (به انگلیسی: Evolavia) یک شرکت هواپیمایی است.
دفتر مرکزی اوولاویا در ایتالیا واقع شده‌است و قطب این شرکت هواپیمایی در آنکونا قرار دارد.